# Île Erdan
L'île Erdan (Chinois traditionnel:二膽島; pinyin: Èrdǎn Dǎo ) est administrée par la ville de Lieyu, dans le comté de Kinmen à Taïwan.

## Histoire
En novembre 2013, l'île a été désignée comme paysage de la culture du champ de bataille par le Bureau des Affaires Culturelles du Gouvernement du comté de Kinmen. L'île a été remise au gouvernement du comté le 1er juillet 2014 par le Commandement de la défense de Kinmen intégrée aux forces armées de la République de Chine.

## Topographie
L'île couvre une superficie de 0,28 km2.

## Attractions touristiques
- Tunnel du héros d'Erdan